# ライフ・イズ・コメディ! ピーター・セラーズの愛し方
『ライフ・イズ・コメディ! ピーター・セラーズの愛し方』（原題: The Life and Death of Peter Sellers）は2004年製作のアメリカ映画である。第57回カンヌ国際映画祭コンペティション部門出品。

## 概要
スティーヴン・ホプキンス監督による、「ピンク・パンサー」シリーズの天才喜劇俳優、ピーター・セラーズの伝記映画。
日本では2005年1月29日よりシャンテ・シネで公開されたが、アメリカではこの映画を製作したHBOで2004年12月5日にテレビ放送された。そのため、この映画はアメリカではテレビ映画扱いとなり、賞レースでは映画部門ではなくテレビ部門での候補となった。
第57回エミー賞ではジェフリー・ラッシュの主演男優賞を含む9部門で受賞。エミー賞 作品賞 (テレビ映画部門)にノミネートされた。

## ストーリー
1950年代イギリス。ラジオのコメディ番組へ出演していたピーター・セラーズは、映画俳優として活躍するようになる。ある日ピーターは、共演者のソフィア・ローレンに恋をし、呆れた妻は家を出て行ってしまう。失意のなか、『ピンクの豹』のクルーゾー警部役が舞い込んだ。映画は大ヒットし、私生活では美人女優ブリット・エクランドと結ばれたピーター。しかし、突然の心臓発作が彼を襲う。一命を取り留めたピーターは、コメディを卒業し、シリアスな正統派役者としての道を進もうとする。

## キャスト
| 役名                                     | 俳優                   | 日本語吹替 |
| ---------------------------------------- | ---------------------- | ---------- |
| ピーター・セラーズ                       | ジェフリー・ラッシュ   | 山路和弘   |
| ブリット・エクランド（女優・二人目の妻） | シャーリーズ・セロン   | 甲斐田裕子 |
| アン・セラーズ（最初の妻）               | エミリー・ワトソン     | 塩田朋子   |
| ブレイク・エドワーズ（映画監督）         | ジョン・リスゴー       | 立川三貴   |
| ビル・セラーズ（父）                     | ピーター・ヴォーン     | 平野稔     |
| ペグ・セラーズ（母）                     | ミリアム・マーゴリーズ | 玉井碧     |
| スタンリー・キューブリック（映画監督）   | スタンリー・トゥッチ   | 金尾哲夫   |
| モーリス・ウッドラフ（占い師）           | スティーヴン・フライ   | 安原義人   |
| ソフィア・ローレン                       | ソニア・アキーノ       | 弓場沙織   |

- その他の声の吹き替え：西村知道／速見圭／楠見尚己／根本圭子／福田信昭／水野龍司／八十川真由野／和久田み晴／火野カチコ／斎藤恵理／有本欽隆／清水明彦／石波義人／植村喜八郎